# Колатерална циркулација срца
Колатерална циркулација срца, колатерана коронарна циркулација је алтернативни извор снабдевања крвљу срчаног мишића угроженог исхемијом због надекватног протока крви кроз сужене или зачепљене главне гране срчаних артерија епикарда. Према томе ови крвни судови су алтернативни извор прокрвљености срчаног мишића у случајевима оклузивне срчане артеријске болести. Мада се сматра да се развој и раст колатерала покреће у условима исхемија, уочено је да колатералне артерије могу бити присутне и у појединаца који немају коронарну болест, што очигледно говори да други фактори у том процеду највероватније играју важнију улогу.
Дуго година међу кардиолозима се водила расправа о значају и функционалној улози колатерале циркулација у човековом срцу. Обимна студија спроведена у последњих неколико година 21. века, на експерименталних животињама и обдукционом материјалу (очуваним људским срцима након смрти), потврдилу велики значај колатералне циркулација каја у условима смањеног протока крви кроз срчане артерије мошже да заштити срчани мишић од исхемијске болести срца и тиме спречи смрт ћелијску и срчану смрт. На основу овога може се закључити да клинички исход исхемијске болести срца, умногоме може зависити од нивоа развијености колатералне циркулације и величина протока крви коју омогућавају ангажовани колатерални крвни судови.

## Историја
Колатерална циркулација срца већ неколико векова уназад била је позната као алтернативни извор снабдевања крвљу инфарктом захваћеног подручја изазваног исхемијом. Пре више од 200 година Хеберден је међу првима описао случај пацијента који је скоро излечио своју ангину пекторис свакодневним тестерисањем дрва. Овај феномен који је називан „warm up“ или „first effort angina“ – први покушај ангине, траиционално је приписиван вазодилатацији срчаних крвних судова и активирању колатералних крвних судова који је требало да дају подршку срчаном мишићу у исхемији.
Ова алтернативна циркулација у срцу („walk through angina“ – „шетња кроз ангину“) нешто касније протумачена је не као биохемијски (или, проце престројавања у исхемији ) него као биофизички (или, процес ангажовање колатерала) догађај који доводи до повећане толеранције срца у исхемији срчаног мишића. Даљим истраживањима утврђено је да се заправо највероватнија ради о активирању оба механизма који истовремено доприносе описаном феномену, што је утврђен пажљивим узимање историје болести од пацијената.
Поред бројних контроверзи које су се дуго одржале, бројне истраживања показала су нове случајева заштитне улоге добро развијених наспрам лоше развијених колатералних артерија, што је и доказано кроз постојањем мањих инфарктних зона, мањих анеуризми комора, побољшане коморске функција, мањег броја будућих кардиоваскуларних догађаја и побољшане дијагностике.
Међутим, функционална релевантност коронарних колатералних крвних судова била је и даље предмет вишегодишњих расправа. Можда су ове контроверзе највероватниј настале као последица неадекватних средства и метода за мерење људских срчаних колатерала или је у истраживањима коришћена јако мала популација како би се ти резултати могли прминти на све пацијенте.
Последње добро илустроване чињенице (након валидних истраживања) говоре, да међу болесницима са хемодинамски значајним атеросклеротичним промена, само око једна трећина има функционално довољно развијене срчане крвне судове који су у стању да спрече развој инфаркта у исхемији насталој током кратких васкуларних оклузија.
У одсуству стеноза, у првобитном облику се претпостављало да колатерали заправо претсвљају нефункционалне завршетке срчаних артерија, што је тек недавно доказано и документовано, применом директних и квантитативни унутарартеријски мерења срчаних крвних судова. То је, оповргло схватање да се људска срчана циркулација не састоји из нефункционих анастомоза између појединих васкуларних подручја. Захваљујући томе у 21. веку је доказано да колатерална циркулација срца није више мит него стварност, и да чак и у одсуство опструкција срчаних артерија (нпр код потпуно нормалног срца), да није било колатерала проток кроз срчане артерије би макар и на кратко био прекинут код мањих оклузија срчаних артерија да није било колатерала, који се били довољне да спрече на ЕКГ манифестне знаке исхемије срчаног мишића у 20–25% испитиване популације.

## Функционални значај колатералне циркулације срца
Колатерална циркулација срчаних артерија, је мрежа васкуларних канала танког зида, малог дијаметра (од 20 до 200 микрона) који у срчаном мишићу постоје у неразвијеном и нефункционалном облику или се у одређеним стањима могу накнадно формирати. Колатерални крвни судова су у нормалном условима затворени и нефункционални, зато што између њихових крајњих тачака не постоји градијент притиска. који би кроз њих покретао проток крви између артерија које повезује.
| „ | „Маде се колатерале могу наћи на обдукцији оне се не могу приказати на ангиографији срчаних артерија јер у нормалној или лако оштећеној циркулацији, оне носе минимални проток и њихова величина је испод границе резолуције садашњих приказивача слике коронографијом“. | ” |

Тек у присуству критичне лезије или оклузије они постају функционални. У хипоксичним условима, када стеноза срчаног крвног суда мора бити барем 70%, под утицајем градијента притиска и аденозина, долази до активиња колатерала и развоја ангиогенезе која је, под утицајем ендотелног фактора раста. У тим условима долази до отварања колатералног крвотока и успостављања протока крви у угроженим деловима срца.
Трансформација постојећих нефункционалних колатерала у „зреле“, развијене колатерала назива се артериогенеза. За разлику од артериогенезе која подразумева формирање развијене колатералне мреже од већ постојећих неразвијених, нефункционалних, рудименталних колатерала, ангиогенеза подразумева развој нових крвних судова од већ постојећих и обично резултује формирањем малих капилара сличне структуре. Брзина и степен њиховог настајања зависи од степена стенозе (сужења) и времена изложености ткива исхемији. Развој колатералних крвних судова у срцу вероватно је генетски предиспониран.
Захваљујући успостављању протока кроз колатерле, исте промене у ангиограму великих крвних судова не дају исти електрокардиографски налаз и клиничку слику. Добро развијена колатерална циркулација спречава настајање некрозе и уништавања колагена после инфарктних стања у срцу и често спасава живот болеснику. Зато су колатерални крвни судови јако битни у прогнози коронарне болести, инфаркта миокарда и периферне артеријске болести, нарочито у периоду пре било које интервенције.

### Колатерале срца у физиолошким стањима
За разлику од венских анастомоза, који су бројније и значајније, често са унутрашњим пречником од 1 до 2 mm, артеријске колатерале су нпр у здравом људском срцу, унутрашњег пречника око 40 микрона. У прелиминарним студијама утврђено је да физиолошке колатерале могу такође бити прчника 100 микрона, или више. У физиолошким стањима кретање крви кроз срчане колатерале је безначајна због недовољне разлике у притиску. Зато се често ови крвни судови називају „успавани колатерали“.
Разне животињске врсте значајно се разликују по броју, изгледу и распореду колатерала. Такође и међу људских бићима, у физиолошким стањима, постоје велике разлике у број и распореду колатерала. Разлике су посебно изражене на предњој и задњој страни срца, као и у области атријалног и интервентрикуларног септума. Међу најзначајније колатерале срца спадају оне које припадају епикардијуму, и које се пружају по површини обе коморе и спајају све три главне коронарне артерије .

### Колатерале срца у патолошким стањима
У патолошким стањима колатерална циркулација срца има велики значај, јер болеснику може спасити живот, спречити настанак срцаног удара и побољшати квалитет живота. За развој колатералне циркулације која задржава трајну проточну способност у појединим стањима, потребно је да прође неколико недеља, месеци или цела година.
Колатерале се активирају или настају и у патолошким стањима, када због значајног сужења или зачепљења, захваћени крвни суд представља баријеру и утиче на промену притиска (постстенотични притиска) у подручјима који он васкуларизује, због чега притисак значајно опада. Ниске вредности притиска нпр у болесника са оклузијом срчаних артерија резултује активацијом колатерала које повезују нормалне и болесне срчане артерије, како би оне компензовале насталу разлику притиска. Разлика притиска је та која покреће циркулацију крви кроз колатерале срца. Под дејством притиска, који је изнад нормалног, отвара се колатерална циркулација што омогућава проток крви, чиме се компензује ниска вредност притиска изазвана значајним сужењем или зачепњењм оболелих крвних судова.
Стрес крвних судова и вазодилатација, који се активирају у оболелом подручју на насталу исхемију у ткиву, подстичу не само ширење постојећих крвних судова већ и стварање нових. Проточна способност колатералне циркулације срчаних артерија није велика. Пророцењује да добро развијена колатерална циркулација код сужених коронарних артерија може дати такав проток крви, који антероградно износи и до 90% протока у односу на сужени пречник крвног суда. Упркос очигледно ниском протоку, због својих ограничених могућности ипак колатерале имају велики клинички значај.

## Стимулација колатералне циркулације срца
Најјачи стимулуси за артериогени процес у колатералној циркулацији срчаних артерија у патолошким стањима су;
- констрикција зачепљене артерије (као примарни фактор) која доводи до трансанастомотичког градијент притиска,
- величина и стање лумена дисталног дела колатерала,
- васкуларни отпор (нпр. отпор коронарних крвних судова),
- вискозност крви
- контрактилност мишића (нпр. срчаног мишића),
- физичка активност болесника,
- хиперхолестеролемија.

### Перспектива
Недовољна сазнања о овој проблематици наметнула су потребу за још више кардиоваскуларних студија, које би као крајњи циљ требало да имају доказе у дуготрајном праћењу развоја колатералних крвних судова, како би се утврдило у којој мери њихово стање и функција може послужити за:
- Праћење васкуларних болести
- Као прогностичка детерминанта, могућег васкуларног исхода.
- Као могућност фармаколошког стварања колатерала
- Утврђивање места колатерала у механизмима који доводи до исхемијских догађаја код болесника са значајним атеросклеротским променама у срчаним артеријама.

До сада објављени резултати о успешној генској терапији у превенцији кардиоваскуларних болести, обећавају, да би метода развоја колатералне циркулације срца могле бити примењена и у терапији заснованој на примени ангиогених фактора раста. То указује на нове перспективе за превенцију поновног васкуларног догађаја (рецидива) у болесника који болују од кардиоваскуларних (срчаносудовних) болести или за спречавање нежељеног догађаја (срчаног удара) у оних са узнапредновалом атеросклерозом срчаних крвних судова.
У стањима локалне хипоксије узроковане васкуларном исхемијом срчаних артерија подстакнуто је ослобађање HIF-1α и VEGF, који утичу на стварање колатерала. Тако, у случају артеријске оклузивне болести, код којих углавном услед атеросклерозе долази до стенозе и оклузије периферних, срчаних артерија, гранчице сужених васкуларних стабала срца преузимају њихову функцију. Оне тада не само да настављају да снабдевају крвљу капиларно корито, већ и преусмеравају крв око оболелог сегмента срчаног мишића. Штавише, у таквим околностима повећава се стрес смицања у суженим артеријама, који доводи до проширења колатерала. У неким случајевима колатерализација настала на овај начин је била ефикасна у спречавању развоја исхемије у мировању или чак у току стреса. Међутим, код већине оболелих од артеријске оклузивне болести колатерале нису у могућности да снабдеју ткиво довољном количином крви, што доводи до хипоксије. С тим у вези, интензивно се истражују ангиогени фактори раста који би у терапијском смислу комплетно премостили препреку код оболелих артерија срца.
Преклиничка испитивања фармаколошког стварања колатерала (ангиогенеза индукована лековима) на експерименталним моделима срчаног мишића у исхемији дала су охрабрујуће резултате.
Чланови FGF фамилије први су коришћени као потенцијална терапија исхемијске болести срца, мозга и периферних крвних судова. Наиме, bFGF је уношен у организам зечева са акутном периферном исхемијом у дневним дозама. Након двонедељног третмана, у доњим екстремитетима животиња ангиографски мерењем капиларне густине установљено је знатно повећање броја колатералних крвних судова. До сличног резултата се дошло и коришћењем експерименталног модела исхемије екстремитета пацова, која је постигнута подвезивањем бутне артерије. Тиме се bFGF кандидовао за терапију периферне васкуларне болести, што је дало подстицај да се на експерименталним моделима срца наставе истраживања његовог фармаколошког потенцијала. Тако је на експерименталном моделу срчаног удара, који је изазван намерним стварањем тромба у левој срчаној артерији, показано да bFGF доводи до смањења величине инфаркт, повећања артеријске и капиларне мреже у близини инфарктне зоне, као и опоравка функције срчаног мишића. Слично томе, коришћењем експерименталног срчаног модела исхемије изазване вазоконстрикцијским средствима, дошло се до закључка да bFGF након апликовање у периадвентицијски простор у близини исхемијске зоне изазива повећање протока кроз срчане артерије и у складу са тим, смањење прогресије болести.